# هنری فولی
هنری مایکل فولی (۱۹۱۷–۱۹۸۲) یک فیزیکدان تجربی آمریکایی بود.
او یک پروفسور و دانشمند پیشرو در دانشگاه کلمبیا بود که بعداً به عنوان رئیس دانشکده فیزیک هم خدمت کرد. در سال ۱۹۴۸ پولیکارپ کوش به همراه هنری فولی، گشتاور دوقطبی مغناطیسی نابهنجار الکترون را کشف کردند. او در گروه مشاوره دفاعی جیسون هم خدمت نمود که متشکل از گروهی دانشمندان مستقل است که دولت آمریکا را در موضوعات دانش و فناوری مشاوره می‌دهند. او همچنین در پنل مشاوران پایه‌ریزی موشک ام‌ایکس نیز حضور داشت.